# MIT人工知能研究所
MIT人工知能研究所（英: MIT Artificial Intelligence Laboratory、AI Lab）は、マサチューセッツ工科大学にかつて存在した学際的研究機関であり、人工知能とロボット工学の分野で世界的な貢献をしたことで知られる。MITでの人工知能研究は1959年に始まった。1963年、人工知能研究グループは新たに結成された Project MAC に編入され、1970年にそこから分離して人工知能研究所を設立。2003年、同研究所は Project MAC の流れを受け継いだMITコンピュータ科学研究所と合併し、CSAILとなった。
創設者には、マービン・ミンスキー、ジョン・マッカーシー（LISP言語発明者）などがいた。1950年代から1970年代にかけて、彼らは自らが開発したタイムシェアリング方式のオペレーティングシステム ITS を載せたコンピュータ（当初はPDP-6、後にPDP-10）を共有して使っていた。
TECO 上で Emacs を開発したリチャード・ストールマンなどの多くの才能あるプログラマ達がこの環境で育った。
人工知能研究所の主な研究テーマは、視覚、機械的動作と操作、言語などで、彼らはそれらがより知的な機械を構築するためのキーになると考えていた。

## 歴代所長
- マービン・ミンスキー 1970年 - 1972年
- パトリック・ウィンストン 1972年 - 1997年
- ロドニー・ブルックス 1997年 - 2003年